# Callitriche muelleri
Callitriche muelleri är en grobladsväxtart som beskrevs av Otto Wilhelm Sonder. Callitriche muelleri ingår i släktet lånkar, och familjen grobladsväxter. Inga underarter finns listade i Catalogue of Life.